# Jacques de la Presle
Jacques Guillaume de Sauville de la Presle (* 5. Juli 1888 in Versailles; † 6. Mai 1969 in Paris) war ein französischer Komponist und Musikpädagoge.

## Leben
Jacques de la Presle war Schüler von Paul Fauchet am Konservatorium von Versailles, bevor er auf Empfehlung von Paul Taffanel, einem Freund der Familie und Dirigent an der Oper von Versailles, in das Pariser Konservatorium eintrat. Dort studierte er bei Antoine Taudou Harmonielehre, bei Georges Caussade Kontrapunkt und bei Paul Vidal Komposition. Zur gleichen Zeit wurde er als Nachfolger seines Lehrers Fauchet Organist an der Kirche Notre-Dame in Versailles.
Der Ausbruch des Ersten Weltkrieges unterbrach seine musikalische Ausbildung. De la Presle war von Beginn des Krieges an als Sanitätssoldat an der Front eingesetzt, mehrfach auch bei Versailles. Mit anderen Absolventen des Konservatoriums, darunter André Caplet, Georges Jouatte, Maurice Maréchal und René Dorin, gründete er ein Orchester, mit dem er große Werke wie Gustave Charpentiers Impressions d’Italie aufführte. Drei Monate vor Kriegsende erlitt er eine Gasvergiftung und schwebte sieben Monate lang im Militärhospital zwischen Tod und Leben.
Nach dem Krieg nahm er sein Studium bei Vidal wieder auf und gewann 1921 mit der Kantate Hermione den Premier Grand Prix de Rome. Während des mit dem Preis verbundenen Aufenthaltes in der Villa Medici in Rom entstand das dreiteilige Oratorium L'Apocalypse de saint Jean.
Nach seiner Rückkehr nach Paris 1925 unterrichtete de la Presle am Pariser Konservatorium, wo er von 1937 bis 1958 Professor für Harmonielehre war. Zu seinen Schülern zählten Maurice Jarre und Antoine Duhamel, der kanadische Pianist und Komponist André Mathieu und die französische Pianistin Agnelle Bundervoët, für die er Thème et Variations und das Concerto en ré komponierte.
Daneben war de la Presle ab 1930 künstlerischer Direktor bei Radio-Paris und ab 1943 bei Radiodiffusion nationale und von 1945 bis 1952 Generalinspekteur für Musikerziehung. Unter seinen zahlreichen Kompositionen finden sich Orchesterwerke, Stücke in kammermusikalischer Besetzung und für Soloinstrumente, eine Operette, viele Lieder und mehrere Chansons, die er für den Sänger René Dorin schrieb.

## Werke
- Première pensée für Klavier, 1900
- Première sonate für Klavier, 1901
- Tristesse!! für Klavier, 1903
- Boléro espagnol für Klavier, 1904
- Elégie für Klavier und Violine, 1905
- Prière du marin, für vier Stimmen, Cello, zwei Violinen und Klavier, 1908
- Impromptu für Klavier, 1910
- Scherzo für Klavier und Violine, 1912
- Chant triste für Klavier und Violoncello, 1912
- Prière für Orgel, 1912
- Alma Mater für Orgel, 1913
- A l'aube für Solisten, Chor und Orchester, 1915
- Le jardin mouillé für Harfe, 1913
- Soir de bataille, sinfonisches Gemälde für Orchester, 1914–18
- Solo de violon, 1917
- Suite en sol für Streichquartett, 1919
- Le sphinx für Stimme und Orchester, 1919
- Don Juan, Kantate für Chor und Orchester, 1920
- Hermione, Kantate für drei Solostimmen und Orchester, 1921
- Sonate für Klavier und Violine, 1921
- Offertoire pour le dimanche de Pâques für Orgel und Streichorchester, 1921
- Chanson intime für Klavier und Orchester, 1922
- Chanson intime für Klavier und Violine, 1922
- Extrême Orient für Klavier und Orchester, 1924
- L'église de village für Klavier und Orchester, 1924
- Berceuse für Klavier, 1929
- 2 chœurs de printemps: avril, juin für gemischten Chor, Streicher und Klavier, 1929
- Parade fantasque für Klavier, 1930
- Petite berceuse für Klavier, 1930
- Orientale für Klavier und Fagott, 1930
- Album d’images, sinfonische Suite, 1931
- Album d'images für Klavier, 1931
- Pièce de concert für Klavier und Violoncello, 1932
- Scherzetto für Klavier und Horn, 1935
- Aria et Gigue für Orchester, 1940
- Thème et Variations für Klavier, 1944
- Petite Suite en fa für Klavier und Fagott, 1944
- Le rêve d'un jeune faon für Klavier und Horn, 1949
- Concerto en ré für Klavier und Orchester, 1950
- Impressions provençales für Klavier und Orchester, 1958
- Les demoiselles de tabarin für Klavier, 1959
- Petite chanson pour la poupée für Klavier, 1961
- Suite en sol für Kontrabass
- Menuet pittoresque für Flöte
- Apocalypse de saint Jean, Oratorium in drei Teilen für vier Solisten, zwei gemischte Chöre und Orchester, 1929
- Impressions für Stimme und Orchester
- Le vent für Stimme und Orchester
- Marche nuptiale für Stimme, zwei Violinen, Viola, Cello und Klavier
- Toinon, Operette in einem Akt